# Gauzlin von Fleury
Gauzlin von Fleury († 8. März 1030 in Châtillon-sur-Loire) war ein Angehöriger des hohen französischen Adels, wird aber auch konkret als unehelicher Sohn Hugo Capets von einer unbekannten Frau angesehen. Er wurde 1004 Abt von Fleury als Nachfolger Abbos und vermutlich 1012 Erzbischof von Bourges; beide Ämter hatte er bis zu seinem Tod inne.

## Leben
Seine Erziehung erhielt er durch Abt Abbo im Kloster Fleury an der Loire. Als Abbo im Jahr 1004 ermordet worden war, war es König Robert der Fromme, sein vermutlicher Halbbruder, der ihn als Nachfolger gegen den Widerstand der Mönche durchsetzte. Als Abt verteidigte er die von seinem Vorgänger erreichte Exemtion des Klosters gegenüber dem Bischof von Orléans, dem er im Jahr 1008 den Obedienzeid verweigerte (Zwölf Jahre später, 1020, unterstützte er Wilhelm von Dijon bezüglich der Exemtion der 1003 gegründeten Abtei Fruttuaria, die im Jahr 1027 schließlich erreicht wurde).
Auch seine Einsetzung als Erzbischof von Bourges durch König Robert konnte er nur durch hierarchische Intervention durchsetzen. Als sowohl das Kathedralkapitel von Bourges als auch Geoffroy III. le Noble, Vizegraf von Bourges sich ihm widersetzten, reiste er im Jahr 1012 nach Rom, wo ihn Papst Benedikt VIII. per Dekret einsetzte und den Vizegrafen gleichzeitig bannte. Gauzlin wurde schließlich am 1. Dezember wohl des Jahres 1012 in sein Amt eingeführt.
Für die Abtei Fleury erreichte Gauzlin die Rückgabe von weggenommenem Besitz genauso wie den Erwerb weiteren Besitzes, stärkte dadurch die wirtschaftliche Situation des Klosters, was er zu einer regen Bautätigkeit nutzte. Er begann den Wiederaufbau der Abtei, die 1026 durch einen Blitzschlag in Flammen auf gegangen war, erlebte aber nicht mehr ihre Weihe der Kirche: Gauzlin starb am 8. März 1030 auf einer Visitationsreise in Châtillon-sur-Loire; bestattet wurde er in Fleury. Papst Innozenz II. weihte die neue Kirche dann im Jahr darauf, obwohl sie noch nicht fertiggestellt war: die Arbeiten dauerten noch bis 1218 an.

## Gauzlin als Sohn Hugo Capets
Gauzlin wird häufig als unehelicher Sohn Hugo Capets angesehen. Dies beruht jedoch einzig auf einer Stelle bei Ademar von Chabannes, der Gauzlin als „Bastard eines sehr edlen Fürsten der Franken“ bezeichnet, der dann ohne konkrete Angabe mit Hugo Capet gleichgesetzt wird. Diese Auffassung wird heute kritisch gesehen.